# 丸吉講
丸吉講（まるきちこう）は、江戸時代後期から明治時代に、現在の埼玉県新座市周辺で隆盛した富士講の一講社。浅海吉右衛門を講祖とする。

## 浅海吉右衛門と丸吉講
この地区に残る「丸吉大行之巻」によれば、天保2年（1831年）、新座郡片山村在住の浅海吉右衛門が富士登山三十三度の大願を成就しようと甲州都留郡下暮地村（現・山梨県南都留郡西桂町）に宿泊していたところ、名主と神主が来て、自分たちの村内に雲霧の晴れることもなく狩人すら登らない三峠という山があるが、富士先達の力で三峠を開いてほしいと懇願された。これを引き受けた吉右衛門は、先ず富士山に参拝し三十三度登山の大願成就した後、帰路同行衆と別れて下暮地村名主宅に一泊する。同年7月6日朝、吉右衛門は一人でこの峠に登ると、そこにあった石尊大権現はじめ二柱を祀った古宮に籠もり、21日間開山祈願の経文を唱え続けた。7月27日朝、それまで暗く淀んでいた雲霧がきれいに晴れ渡り、下山した吉右衛門を迎えて村人は驚喜し開山を祝ったという。
この後、浅海吉右衛門は片山村に帰り、神祇から「浅海大和守」の官位称号を授かった。この片山の先達の霊力の不思議は近在に知れ渡り、病気や災難を逃れるための祈祷に廻ったことで、行く先々に丸吉講社が生まれた。2年後の天保4年（1833年）には、入間・多摩・豊島・新座4郡に加入戸数4,000軒を数えたという。

## 丸吉講と御師
富士登山口である山梨県富士吉田市には、かつて多くの御師が存在し、社寺と富士講信者の間にたって、宿泊提供などの世話や富士山及び角行の説く信仰の指導とともに、富士講を広める普及者の役割を担った。
新座市片山や志木市宗岡の丸吉講は毘沙門屋佐藤家、新座市中野の丸吉講は上紋司家において、宿泊などの記録がそれぞれ残されている。

## 丸吉講の富士塚

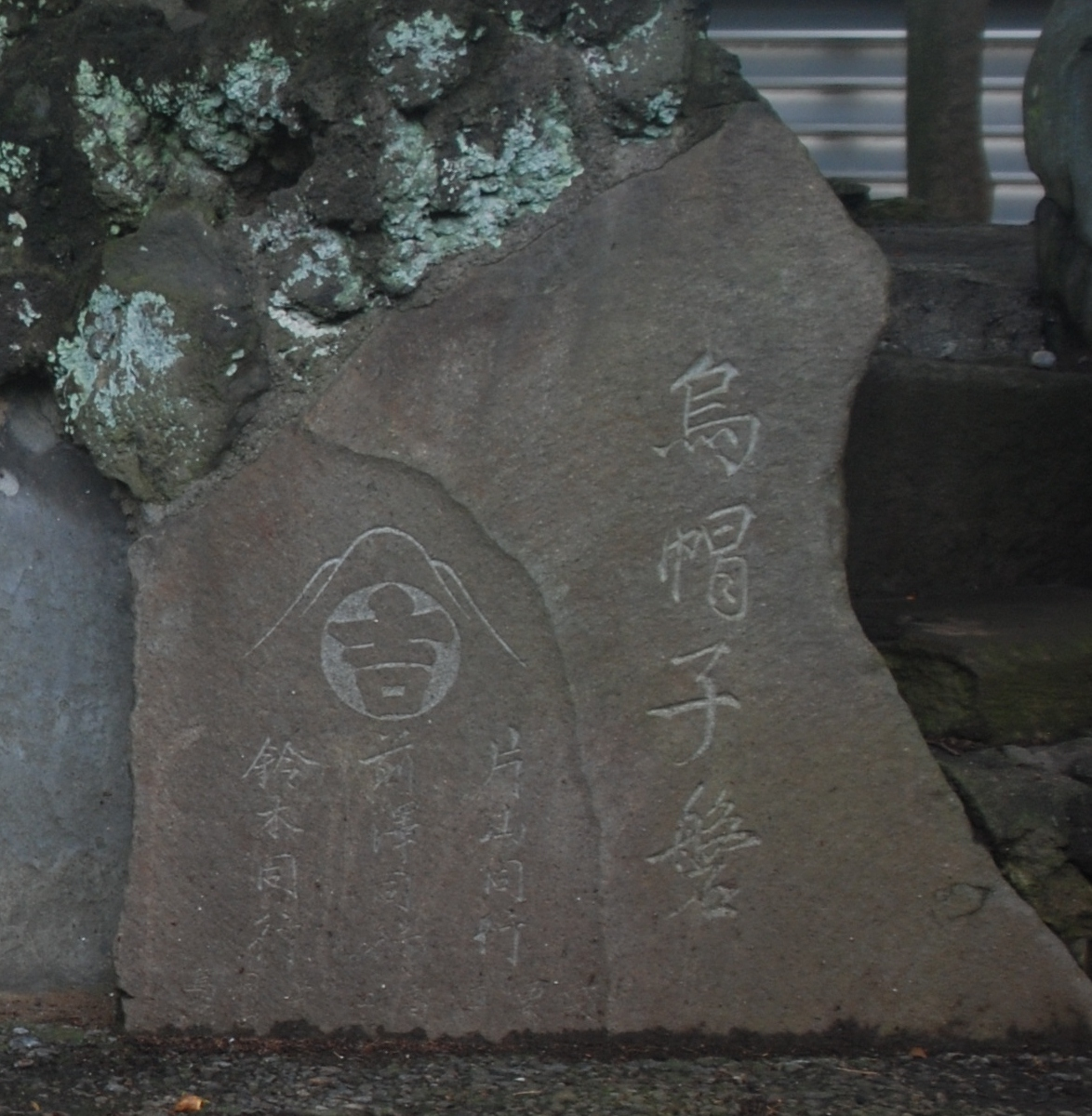
和光市浅久保浅間神社境内の碑

浅海吉右衛門は、富士登山三十三度の大願成就を果たしたことを記念に、天保2年（1831年）に現新座市道場の法台寺境内に片山富士を築いた。ここには4首の和歌を刻んだ記念碑が建っているが、その基部には23町村の先達と世話人58名の氏名が彫られており、当時の丸吉講がかなりの広がりをもっていたことが分かる。
明治維新の神仏分離の混乱の中でも、丸吉講は活発に行動しており、それは周辺各地に残る丸吉講社築造の富士塚、或いは、丸吉講が築造支援した他講の富士塚でうかがえる。
現在、確認されている丸吉講築造並びに支援の富士塚は、下記の通りである。
| 通称           | 所在地                          | 築造年 | 備考               |
| -------------- | ------------------------------- | ------ | ------------------ |
| 片山富士       | 埼玉県新座市道場 法台寺         | 1831年 |                    |
| 大和田中野富士 | 埼玉県新座市中野                | 1871年 |                    |
| -              | 埼玉県新座市野火止 神明神社     | ?      | 常夜灯。富士塚なし |
| -              | 埼玉県和光市新倉 氷川八幡神社   | ?      | 富士塚なし         |
| 下新倉富士     | 埼玉県和光市下新倉 氷川神社     | 1870年 |                    |
| 浅久保富士     | 埼玉県和光市中央 浅間神社       | 1873年 |                    |
| 白子富士       | 埼玉県和光市白子 熊野神社       | 1870年 | 丸瀧講築造         |
| -              | 埼玉県朝霞市溝沼 個人宅地内     | 1872年 | 現在消滅           |
| 田子山富士     | 埼玉県志木市本町 敷島神社       | 1872年 |                    |
| -              | 埼玉県志木市柏町 氷川神社       | ?      |                    |
| 宗岡富士       | 埼玉県志木市上宗岡 浅間神社     | 1926年 | 丸藤講築造         |
| 藤久保富士     | 埼玉県入間郡三芳町藤久保        | ?      |                    |
| 八軒家富士     | 埼玉県入間郡三芳町上富 浅間神社 | ?      | 石灯籠             |
| 下練馬富士     | 東京都練馬区北町 浅間神社       | 1872年 |                    |
| 大泉富士       | 東京都練馬区大泉町 八坂神社     | 1873年 |                    |
| 上赤塚富士     | 東京都板橋区赤塚 氷川神社       | 1876年 |                    |
| 下赤塚富士     | 東京都板橋区大門 諏訪神社       | 1882年 |                    |

## 丸吉講のその後
明治の神道国教化の中で、丸吉講とその枝講は、旧来の講を継承した富士一山講社（後の扶桑教会、神道扶桑教）に加入した。片山の丸吉講の先達並木定右衛門は、富士一山講社から「大先達タルベキ事」という官許印の押された証書を得ている。その後も、この並木家は代々熱心な先達を勤め、終戦まで富士山への代参を行った。
中野の丸吉講は、昭和43年（1968年）7月に先達榎木博ら総勢62人による「太々神楽奉納」の額が上紋司家に残されているが、これを最後に今は登山も絶えているという。
志木敷島神社の丸吉講は、富士太々講、扶桑教会志木駅社と名称を変えていったが、昭和16年（1941年）の3人の代参を以って終了とされている。